# Leaf (công ty Nhật Bản)
Leaf là một hãng visual novel thành lập vào năm 1995 dưới hình thức là thương hiệu của nhà xuất bản Aquaplus, có văn phòng tại Osaka và Tōkyō. Sáng lập viên của Leaf là Shimokawa Naoya, hiện đang là chủ tịch Aquaplus. Leaf và công ty cạnh tranh với họ là Key được xem là hai hãng visual novel có những tác phẩm nổi tiếng và thành công nhất từng được chuyển thể thành anime. Tác phẩm nổi tiếng nhất của họ là ToHeart, phát hành năm 1995. Leaf sử dụng codec video XviD trong nhiều game: Aruru to Asobo!!, Tears to Tiara, Kusari, và ToHeart2 XRATED. Vì XviD là phần mềm miễn phí, phát hành dưới giấy phép GPL, Leaf đã phát triển mã nguồn cho những visual novel trên dưới cùng một giấy phép.
Leaf và Key vốn có một số quan hệ, chẳng hạn như một trong những sáng lập viên của Key là Orito Shinji đã từng là nhân viên của Leaf. Một bảng công báo hệ thống (BBS) có giao diện dựa trên diễn đàn internet có tiếng ở Nhật Bản, 2channel (2ch), được thành lập vào ngày 26 tháng 1 năm 2000 với tên "Leaf, Key BBS" (leaf,key掲示板 leaf,key Keijiban), hay còn có biệt danh là "Leaf-Key Board" (葉鍵板 Ha-Kagi Ita). BBS này bắt nguồn từ diễn đàn thảo luận trò chơi điện tử của 2ch do một tranh chấp liên quan đến trò chơi Kizuato vào tháng 12 năm 1999; Kizuato là trò chơi đầu tay của Leaf. Cuối cùng, người hâm mộ tựa game này chuyển sang thảo luận tại diễn đàn game người lớn của 2ch, nhưng ở đó sự việc cũng không được giải quyết nhiều hơn, đồng thời người hâm mộ Key trên diễn đàn dần ít quan tâm hơn đến các cuộc thảo luận về Kanon và, tại thời điểm đó, trò chơi sắp tới của công ty là AIR. Kết quả, những fan của Leaf và Key chuyển dần các cuộc thảo luận từ 2ch đến một không gian mới thành lập trên diễn đàn internet PINKchannel. Những hoạt động của diễn đàn này đều thảo luận mọi vấn đề liên quan đến Leaf và Key. Bao gồm cả những sản phẩm sản xuất, về những nhân viên và về cả chính hai công ty này. BBS đạt đến mốc 900 bài đăng vào tháng 3 năm 2010. Giống như 2ch, BBS có một nhóm vô danh đăng bài được thiết lập mặc định với tên "Nanashi-san Dayomon" (名無しさんだよもん), bắt nguồn từ nhân vật nữ chính Nagamori Mizuka trong ONE ~Kagayaku Kisetsu e~, người thường dùng các từ "dayo" và "mon" khi giao tiếp.

## Tác phẩm
- DR2 Night Janki (1995)
- Filsnown (1995)
- Leaf Visual Novel Series (LVNS)
  - Shizuku (1996)
  - Kizuato (1996)
  - To Heart (1997)
- White Album (1998)
- Comic Party (1999)
- Magical Antique (2000)
- Tasogare (2001)
- Utawarerumono (2002)
- Routes (2003)
- December When There Is No Angel (2003)
- Tears to Tiara (2005)
- Kusari (2005)
- To Heart 2 XRATED (2005)
- FullAni (2006)
- To Heart 2: Another Days (2008)
- Kimi ga Yobu, Megido no Oka de (2008)
- White Album 2: Introductory Chapter (2010)
- Hoshi no Ouji kun (2011)
- White Album 2: Closing Chapter (2011)

### Phần mềm giải trí Leaf
- Saorin to Issho!! (1996)
- Hatsune no Naisho!! (1997)
- Inagawa de Ikou!! (2000)
- Aruru to Asobo!! (2004)
- Manaka de Ikuno!! (2009)